# INTASAT
INTASAT(スペイン語: Instituto Nacional de Tecnica Aerospacial Satélite）はスペイン初の人工衛星。

## 概要
スペイン国立航空宇宙技術研究所が運用、開発した超小型衛星。電離層研究のためのビーコン器を搭載していた。12角形の角柱形で、対角44.2cm、高さ41cm、重量20kg。スピン安定制御を採用。
1974年11月15日にアメリカのデルタ2310によってピギーバック衛星として打ち上げられた。軌道は太陽同期軌道で、ロケットから切り離された直後タイマーによってビーコンの電源が入れられた。国際衛星識別符号は1974-089C。
回転軸に沿って衛星の両側のコーナーから約175cmのビーコンアンテナを展開。さらに片側からは対角線状に49cmのテレメトリーアンテナを4本展開。
太陽電池によって充電された12個のニッケル・カドミウム蓄電池によって16Vの電力系を維持した。2年目の終わりに自動終了システムが作動して、衛星の電源が切られた。